# アイザック・メリット・シンガー
アイザック・メリット・シンガー（Isaac Merritt Singer、1811年10月27日 - 1875年7月23日）は、アメリカ合衆国の発明家、俳優、起業家。ミシンの設計に重要な改善を施し、Singer Sewing Machine Company を創業。

## 生い立ち
1811年10月27日、ニューヨーク州 Pittstown に生まれる。Adam Singer と最初の妻 Ruth Benson の間にできた最後の子だった。父はドイツからの移民であり、もとの姓は Reisinger といった。その名前からユダヤ系ハンガリー人の先祖をもつと考える学者もある。
1830年、キャサリン・マリア・ヘイリーと結婚。1831年ごろ、ニューヨークに引っ越した。一時期、妻の両親と同居していたと思われる。1833年夏までに再び引越し、ニューヨーク州オチゴ郡に移った。結婚前には兄の機械工場で働いていたことがあり、そこで機械についての商売を学んでいた。オチゴ郡では Fly Creek という村で George Pomeroy の機械工場で働くようになった。
キャサリンとの間には、ウィリアム（1834年生）とリリアン（1837年生）という2人の子をもうけた。1835年、妻と最初の子を連れてニューヨークに移り、プレス工場で働いた。1836年、代理人として取引先まで出張し、旅先で立ち寄ったボルチモアでメアリー・アン・スポンスラーと出会い、彼女にプロポーズした（実際に結婚することはなかった）。1837年ニューヨークにメアリー・アンを伴って戻った。この年、2人目の子が生まれている。妻のキャサリンはリリアンを残して出て行き、アイザックはメアリー・アンとの間に男の子をもうけた。キャサリンとの家庭は壊れたが、離婚が成立するのは1860年である。
ニューヨークにメアリー・アンを連れてきて、シンガーが既婚者だったことを知ると、彼女はシンガーと共にボルチモアに戻り、周囲には結婚したと紹介している。

## 最初の発明
1839年、シンガーは最初の特許として、岩盤掘削機械を発明し、それを2000ドルで売却した。この金額は彼にとっては大金だった。これで経済的に余裕ができたため、俳優としての夢を追求するようになった。彼は "Merritt Players" という一座を結成し、公演の旅に出た。自身はアイザック・メリットの名で舞台に立ち、メアリー・アンもミセス・メリットとして舞台に出た。旅公演は5年間続いた。
1844年、アイザックはオハイオ州フレデリクスバーグの印刷工場で職を得たが、1846年にはピッツバーグに移り、木型と看板を製作する木工所を立ち上げた。ここで「木や金属を彫刻する機械」を開発し、1849年4月10日に特許を取得している。
38歳のとき、2人の妻と8人の子がいたが、全員でニューヨークに戻り、その木彫機械を売り込もうとした。まず、実働する試作品を製作するため、A. B. Taylor & Co. という工場で組み立てを行った。しかし試作品が完成して間もなく、工場のボイラーが爆発して試作品は灰燼に帰した。爆発する少し前、ボストンの機械工場の経営者オーソン・C・フェルプスが試作品のことを聞きつけていた。彼は彼の工場でその機械を組み立ててみないか、とシンガーを誘った。
シンガーは1850年にボストンに行き、フェルプスの機械工場でその機械を組み立てた。しかし、シンガーの木彫機械の注文はなかなか来なかった。同じとき、レローとプロジェットのミシンもフェルプスの機械工場で組み立てられていた。フェルプスはシンガーにミシンを見てもらった。このミシンは使い勝手が悪く、製造も難しかった。シンガーは、シャトル（ボビンケース）を回転させるのではなく直線的に動かすようにして、針も曲がった針ではなく真っ直ぐな針を使えば、このミシンはもっと信頼性が増すのではないかと気づいた。その改良に基づいて、シンガーは1851年8月12日に特許（US特許番号 8294）を取得。シンガーの作ったミシンの試作品は、初の実用的ミシンであった。

## ミシンの設計

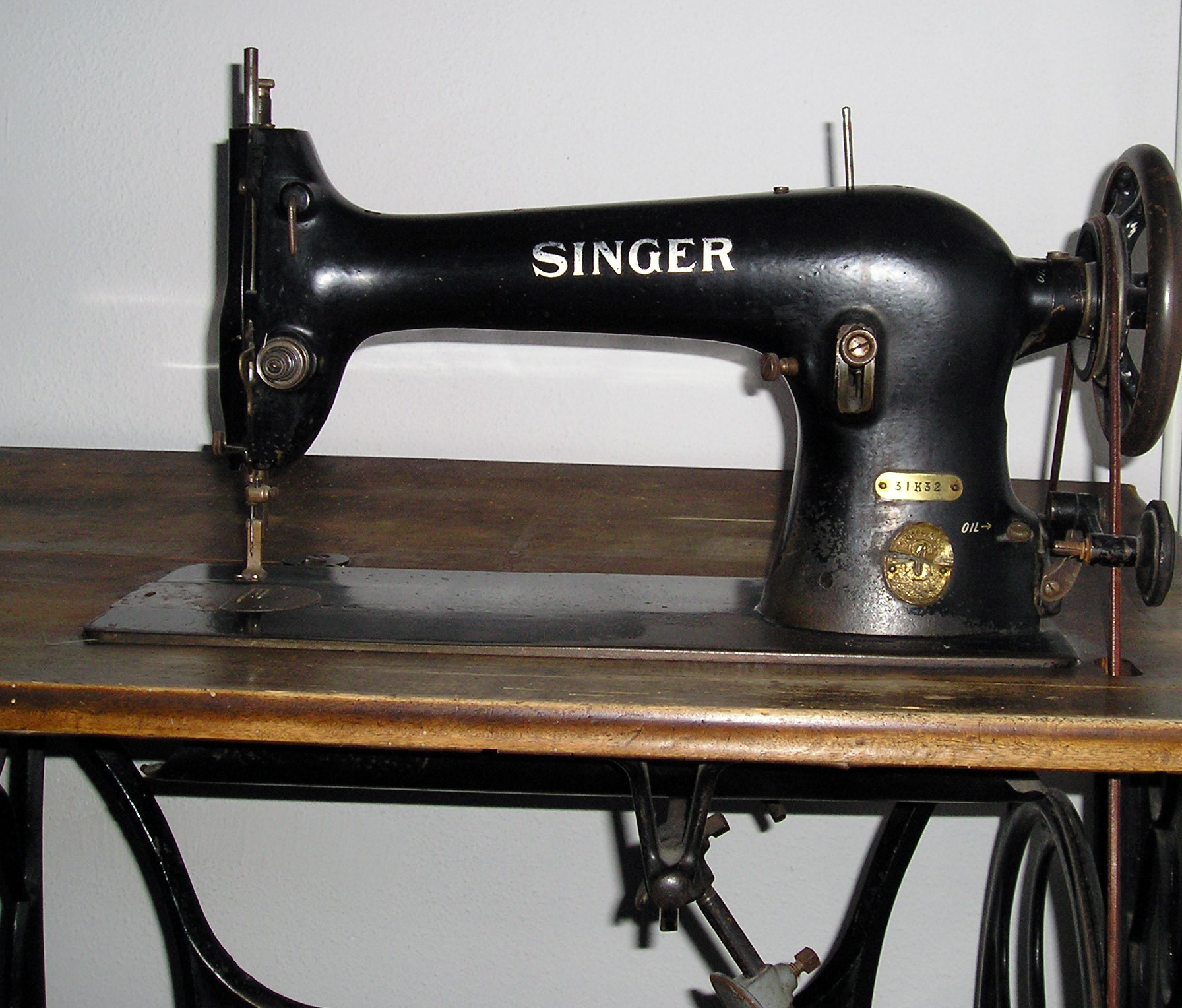
シンガーミシン（詳細1）

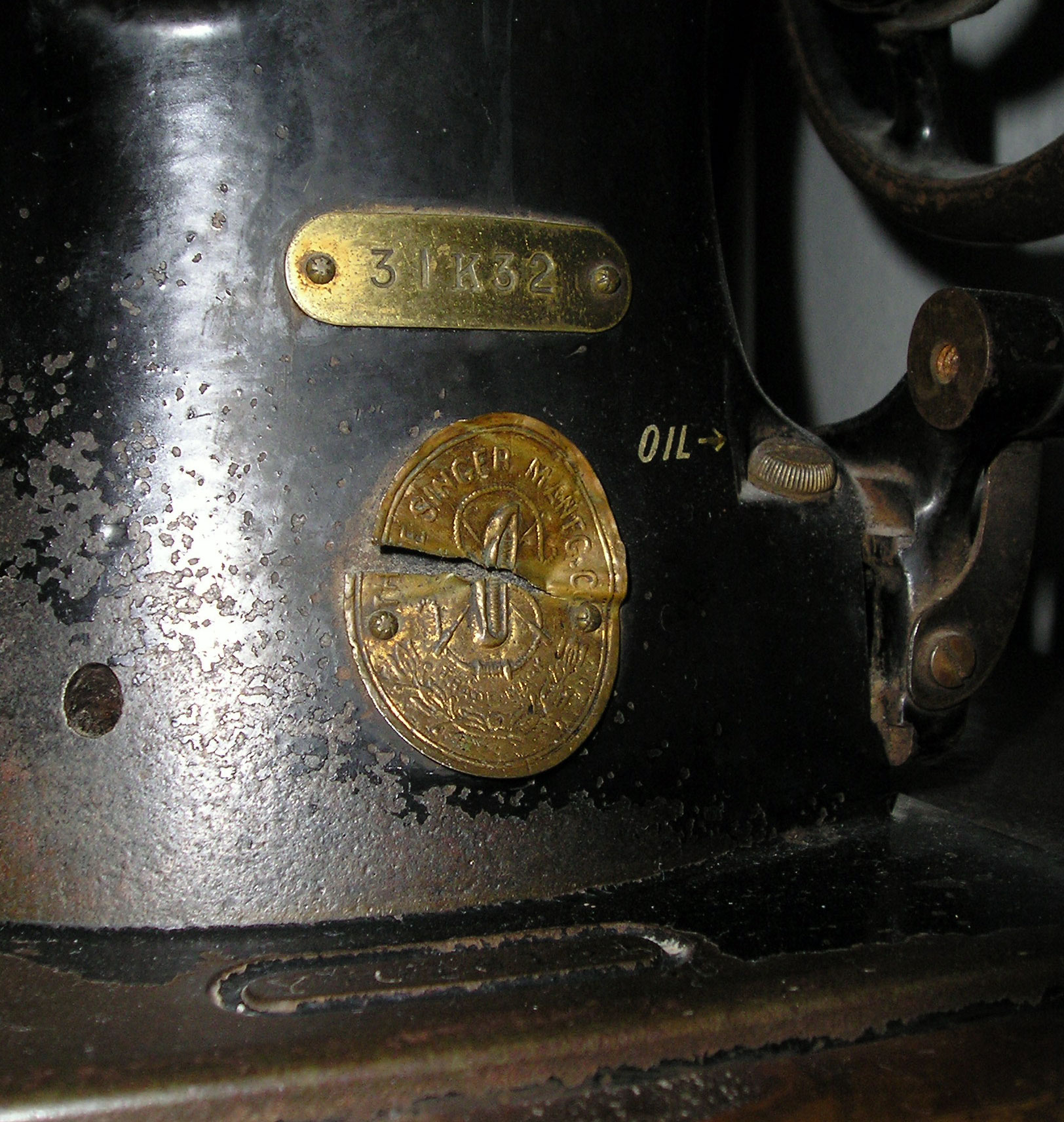
シンガーミシン（詳細2）

シンガーはミシンを発明したわけではないし、そのように主張したこともない。1850年にシンガーがミシンを初めて作るまでに、ミシンは4回「発明」されている。ウォルター・ハント以前のミシンは全てチェイン・ステッチ（単環縫い）であり、ほどけやすいという欠点があった。ハントのミシンはロック・ステッチ（本縫い）ができ、その後のミシンはフェルプスの工場でシンガーが改良したレローとプロジェットのミシンも含めて全て本縫いを基本としている。エリアス・ハウは独自にミシンを開発し、1846年9月10日に特許を取得していた。
ハウとシンガーの間で、どちらの特許が優位かという争いが起こった。シンガーはハウの改良が既存技術の再発明だと気づき、ハントの古いミシンでもシャトルを使った本縫いが可能であることを発見した。ハントは1853年になって、約7年前に発効しているハウの特許より優先であることを示すために特許を申請した。ハントとハウの争いは1854年に法廷に持ち込まれ、ハウが勝利した。ハウはその後、シンガーのミシン販売を差し止めるための訴訟を起こし、この争いは長引くことになった。

### I. M. Singer & Co
1856年、互いに相手を特許権侵害で訴えあっていた5社（Grover, Baker, Singer, Wheeler, Wilson）がオールバニに一堂に会し、それら訴訟をどうするかを話し合った。GrooverとBakerの社長で法律家でもあるオーランド・B・ポッターは、訴えあうことをやめて特許をプールしようと提案した。これが世界初のパテントプールであり、特許権に関する法的な争いを避け、複雑な機械を製造可能にする方法となった。彼らはミシン連合を作ることに合意したが、エリアス・ハウはこの連合の持つ特許よりも優位にある特許を保持しており、このままではハウにロイヤリティを支払わなければならないという問題が残っていた。そこで条件を調整し、ハウもこの連合に参加することになった。
ミシンの大量生産が始まり、I. M. Singer & Co は1856年には2,564台を製造、1860年にはニューヨーク市内に新たな工場を構え13,000台を製造した。ミシンは主に仕立て屋が使う産業機械として販売されていたが、家庭用の小型ミシンも販売されるようになっていった。シンガーはヨーロッパにも進出し、グラスゴー近郊の Clydebank にも工場を建設した。アメリカを本拠地とする多国籍企業となり、他にパリやリオデジャネイロにも支社を設けた。

## 経済的成功
経済的成功により、シンガーは5番街に邸宅を購入できるようになり、そこに2番目の家族と移り住んだ。1860年、キャサリンがスティーブン・ケントと不倫したことを理由に離婚。シンガーはメアリー・アンと同居し続けていたが、5番街でシンガーが隣にメアリー・マクゴニガルを乗せて馬車を走らせているのを発見した。メアリー・アンはこの2人の不倫を以前から疑っていて、実際メアリー・マクゴニガルはシンガーの子を5人もうけていた。シンガーはその妻子にはマシューズという姓を名乗らせていた。シンガー夫人を名乗っていたメアリー・アンは夫を重婚で逮捕させた。逮捕され名誉を傷つけられたシンガーは、1862年メアリー・マクゴニガルを伴ってロンドンに逃げた。この余波として、シンガーにはもう1組の妻子があることがわかった。その妻の名はメアリー・イーストウッド・ウォルターズ、娘はアリス・イーストウッドで、マンハッタンに住み「メリット」という姓を名乗っていた。1860年時点で、アイザック・シンガーは4人の女性に18人の子を産ませていた（うち16人がその時点で存命）。
アイザックがロンドンにいる間、メアリー・アンは正式には結婚していなかったもののコモン・ローの下で事実上結婚が成立しているとして（キャサリンとの離婚が成立してから7か月間同居していたことを根拠とした）、シンガーの遺産の請求権を確保する作業を始めていた。最終的に和解はなされたが、離婚は認められなかった。しかし、メアリー・アンは自由に結婚できることを認めさせ、実際にジョン・E・フォスターという男と結婚した。アイザックはその頃、1860年にパリに滞在していたころに知り合っていたフランス人女性イザベラ・ユージェニー・ボワイエと再会していた。彼女は夫と別れ、1863年6月13日イザベラ・ユージェニー・サマーヴィルの名でアイザックと結婚した。このとき彼女は妊娠していた。

## ヨーロッパでの晩年

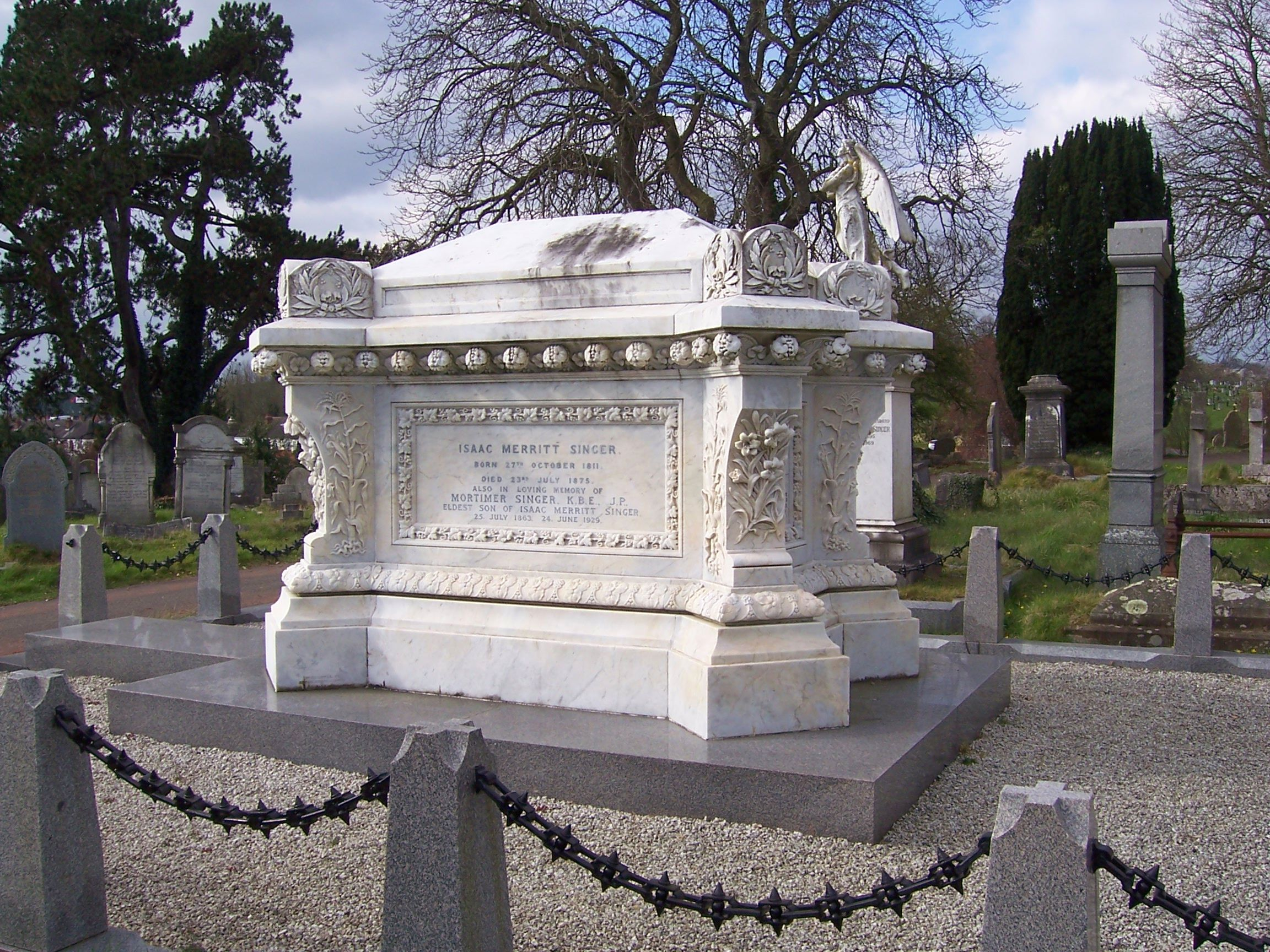
トーキーの墓地にあるシンガーの墓

1863年、I. M. Singer & Co. は財政と経営責任の再編成のため解体され、主な事業は "The Singer Manufacturing Company" が受け継いだ。シンガー自身は日々の経営に関与することはなくなったが、（ヨーロッパ在住ながら）理事会に名を連ねていたし、大株主であった。
彼は再び家族を増やし始めた。最終的に妻イザベラとの間に6人の子をもうけている。過去の複雑な婚姻が原因でニューヨークに戻ることが憚られたため、彼らはパリに移り住み、アメリカに戻ることはなかった。普仏戦争から逃れるためにロンドンに移住し、最後にはトーキー近郊の Paignton に移り、デヴォン海岸を望む大邸宅 Oldway Mansion を建て、そこに住んだ。イザベラとの子以外の子供も何人かそこに呼び寄せている。娘の1人アリス・メリットの結婚式の9日後、「心臓病と気管の炎症」により死亡。遺体はトーキーの墓地に埋葬された。

## 遺産相続とその後
シンガーは約1億4千万ドルの遺産と、その分配方法を指示する2つの遺言状を残した。メアリー・アンは "Mrs. Singer" は自分だとして裁判を起こした。結局、イザベラが法的な未亡人として認められた。イザベラは1879年、オランダの音楽家 Victor Reubsaet と結婚しパリに移住。1887年に Reubsaet も亡くなると、1891年に Paul Sohège と結婚した。
アイザックの18番目の子ウィナレッタ・シンガーは1887年、22歳のときに Louis de Scey-Montbéliard と結婚。1891年に婚姻の無効が認められ、1893年にはエドモン・ド・ポリニャック公と結婚した。彼女はフランスのアバンギャルド音楽のパトロンとなった。例えばエリック・サティの作曲した Socrate（1918年）は、彼女の依頼によるものだった。彼女はレズビアンでもあり、1923年以降は Violet Trefusis と関係を持つようになった。もう1人の娘イザベル＝ブランシュ（1869年生）は Jean, duc Decazes と結婚（娘は Daisy Fellowes）。イザベルは1896年に自殺した。ウィナレッタとイザベルの兄弟パリス・シンガーはイサドラ・ダンカンとの間に子をもうけている。もう1人の兄弟ワシントン・シンガーは University College of the South-West of England の後援者となり、その学校が後にエクセター大学となった。同大学の建物の1つはワシントン・シンガーの名を冠している。